# Lángh Etel
Lángh Etel (Kassa, 1857. december 23. – Budapest, Kőbánya, 1910. november 28.) színésznő, elismert komika.

## Pályafutása
Láng József és Kellner Johanna leányaként született. Színipályára lépett 1873-ban, Mannsberger Jakabnál. Hosszú ideig működött Kolozsvárott, azután 1883. május 11-én mint vendég fellépett a Népszínházban, a »Furcsa háború« Artemisia szerepében, s az intézménynek nemsokára tagja lett. Innen a Magyar Színház szerződtette. Halálát rostonyás tüdőgyulladás okozta.

## Forrás
- Magyar Színművészeti Lexikon (1929-1931, szerk. Schöpflin Aladár)